# Conversió d'electricitat en gas

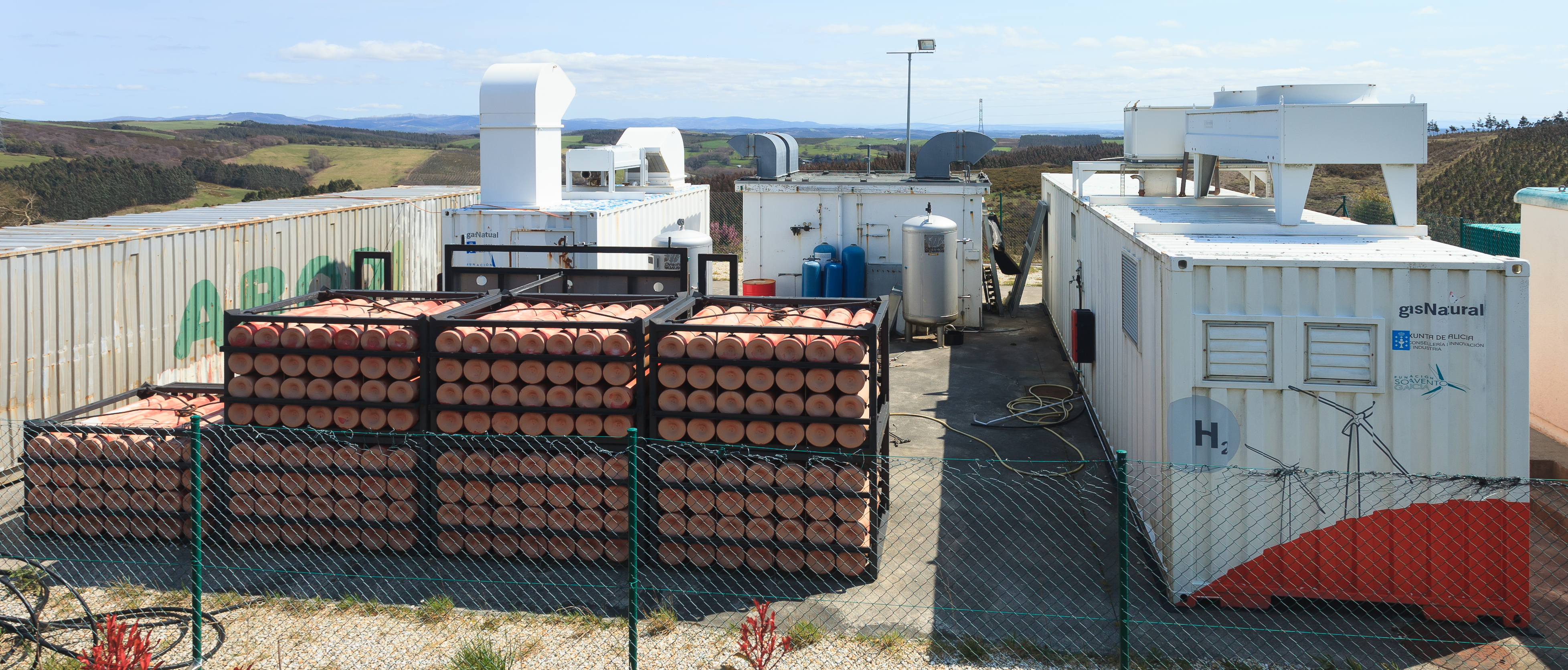
Instal·lació de conversió al parc eòlic experimental de Xermade (Galícia)

La conversió d'electricitat en gas és un procés químic pel qual és fàbrica un gas combustible a partir de la hidròlisi d'aigua per electricitat amb metanació posterior. En documents tècnics s'utilitza sovint l'acrònim anglès P2G que prové de l'expressió equivalent power-to-gas.
Aquesta tecnologia permet de convertir l'energia elèctrica en un gas emmagatzemable. Porta una solució per a la inconstància natural de l'energia solar i eòlica. Tot i que és un procediment que seria econòmicament poc eficaç —si s'haguès de fer servir electricitat a partir de combustibles fòssils o nuclears— ans al contrari esdevé interessant quan es pot utilitzar l'energia excedentària «gratuïta» d'aerogeneradores o d'instal·lacions fotovoltaiques quan la producció de corrent és superior a la demanda. Val més utilitzar aquest corrent que no desconnectar les instal·lacions per evitar una sobrecàrrega de la xarxa elèctrica.
Aquest gas es pot fer servir en motors de combustió, com primera matèria química o per alimentar una central elèctrica a gas, que aleshores es pot engegar quan no hi ha sol o vent. També es desenvolupen piles de combustibles reversibles a base de gas que haurien una eficàcia energètica superior als sistemes existents. Un altre avantatge és que no cal infraestructures noves d'emmagatzematge ni de transport, al poder-se usar la xarxa de gas natural existent.